# 講師 (教育)

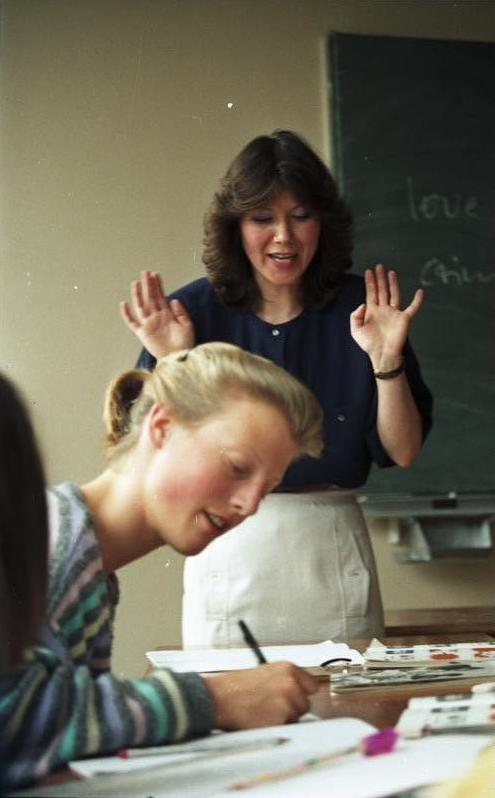
講師

講師（こうし）とは、講義などを行う者、教育施設や研究施設等に所属する教員のこと。非常勤講師、客員講師、客員教授などについても記している。

## 日本における講師
1. 就学前教育から中等教育（幼稚園から高等学校までの段階）では、教諭の下位、実習助手の上位に位置する。
2. 高等教育（大学、大学院、短期大学、高等専門学校など）や研究施設では、教授と准教授に準ずる職務に従事するものとされる。学校教育法に定められる大学教員の基本的配置は、教授 - 准教授 - 助教であり、講師はそのつながりには含まれない。副学長・学部長・技術職員と同様、大学が必要と認めた場合に置かれる職である。実際は、常勤の講師は、准教授の下の職層の教員である。非常勤講師は、他の学校の教員、実務家、大学院生等である。(語学、教職系科目等は幼稚園～高校の教員経験者の場合もある。)
3. 4. の「非常勤講師」と区別するため、常勤の講師は、「専任講師」(主に高等教育機関)「常勤講師」(主に初等中等教育機関)と呼ばれる。
4. 非正規雇用の立場で授業時間のみ出勤して授業を行う講師を「非常勤講師」という。学校によっては「時間講師」「兼任講師」「嘱託講師」「外部講師」といった名称を採用している。1時間だけ1回だけの臨時の場合は、ゲストスピーカー等と称し、辞令交付は行われず、正式には講師とは呼ばずに区別される。
5. 特別支援学校の教員における非正規雇用の立場で、勤務時間は子供の通学時間のフルタイムとなっているが、常勤の講師に比べて勤務時間が短く、勤務内容に制約が生じるものを「非常勤講師」と称する。ただし、実習助手（非常勤嘱託扱いのもの）との線引きが明確ではない場合もある。

他に、学習塾や予備校の教員、講演会、ほか各種のセミナーと呼ばれる営利会合等で講演する者、各種講習会などで指導をする者を講師と呼ぶ。
※類似の職名に市民講師があるが、教員免許を有しておらず、特別職の非常勤職員であるため教員には分類できない。

### 就学前教育・初等教育・中等教育
講師は、教諭又は助教諭に準ずる職務に従事する学校職員のことである。
常時勤務に服する講師（常勤講師）と常時勤務に服さない講師（非常勤講師）に分けられる。講師は一般的に臨時的に任用された教員であり、公立学校の講師なら原則的に1年を超えない期間で勤務する（地方公務員法第22条第2項の規定による）。大阪府では任用の期限を付した任期付講師と任用の期限を付さない講師に区分され、任用の期限を付さない講師は「（助）教諭」と称している。
常勤講師は、普通免許状、特別免許状、臨時免許状のいずれかの教員免許状を有していなければならない。非常勤講師も同様の免許が必要だが、特別非常勤講師の場合は教員の免許状がなくても講師になることは可能であるが特別非常勤講師が認定されるケースは原則に反するためほとんど存在しない（総合的な学習の時間を担当するなど限られている）。

### 高等教育
講師は、教授又は准教授に準ずる職務に従事する教育職員のことである。
一般的に専任の講師は、教授、准教授に次ぐ職位である。一般的に助教（かつては助手）が昇進して講師となり、更に講師から昇進して准教授（かつては助教授）となる。また、専任講師は、教育や研究の事情に応じて、直接教授の職務を助ける場合もある（講座制を採る大学が少なくなった今日では表向きは稀である）。
講師には、専任である講師（「専任講師」）と専任でない講師（「非常勤講師」）がある。名前は似ているが職務内容は大きく異なり、専任講師は准教授に準ずる仕事の全て（研究や校務を含む）を行うが、非常勤講師は授業科目のみを担当し、拘束時間も授業時間のみである。しかし近年は国際教養大学（秋田市雄和椿川）のように3年契約で教員を採用している大学（任期付き専任講師）では任期後退職に追い込まれる教員がいる。 非常勤講師の正式名称は「兼任教員」であるが、学内での慣習的な呼び方や年度初めに交付される辞令への記載は「非常勤講師」が一般的で、大学によっては「兼任講師」と呼ぶこともある。
なお、非常勤講師と冠講座の客員教授、客員准教授とは別扱いである。通例は教授会、幹部会などの書類審査等で客員教授などとして遇される。ただし呼称は採用元で様々で正式に定められていない。またその客員の教授、講師に担当を任せる所属講座や研究所が必要で、授業だけでなく研究や卒論指導などの業務を担当する場合もある。この意味での客員の教授、講師の場合、卓越した研究業績や技能を持つことが既に世間的な評価として定まっている者に対して、教授会への出席義務・その他学内行事準備などの雑務を免除など、教育と研究に専念できるような待遇を用意し、大学そのものの教育・研究水準を向上させることを目的としている。
これに対して、非常勤の客員教授、客員准教授（客員研究員）などは、アスリート、著名人、作家などを年に一度の講演などに招聘して宣伝効果も期待して採用している。この場合も通例は教授会、幹部会などの書類審査等で客員教授などとして遇される。採用される側は名誉職等で引き受けることが少なくない。呼称も様々で正式に定められていなく、採用元が報酬を支払う義務はない。
客員講師の場合は、学生数の減少に伴って全国的に大学が人員削減を行っているため、その専門分野に於いて学術的な実力が充分あるにもかかわらず、それに見合うポストに就けない若手を、学術の進歩のために温存する手立てとして（主に）母校が「客員講師（専任扱い）」のような但し書き付きで肩書きを与えている場合もある。

## アメリカ合衆国における講師

### 高等教育
アメリカ合衆国の高等教育では授業科目の増加とともに終身在職権を持たない非常勤の講師が多く雇われるようになった。非常勤の講師は大学に研究室を持っておらず大学で過ごす時間も短い。
アメリカの大学における非常勤講師の増加は、大学教員間の共同体としての意識の低下をもたらしている。非常勤講師はスケジュールが細切れになっていることが多く、学生が授業の後で会話をしたり、大学の仕組みを理解していないことがあるなど、学生の大学に対する不満の原因となっていることも多い。